# Verh-Uszugli
Verh-Uszugli (oroszul: Верх-Усугли) falu Oroszország ázsiai részén, a Bajkálontúli határterületen, a Tungokocseni járás székhelye.

## Elhelyezkedése
A Silka vízrendszeréhez tartozó Uszugli partján, Csitától országúton 320 km-re északkeletre helyezkedik el, 135 km-re Silka vasútállomásától.

## Története
A körzetben 1936-ban felfedezett jelentős fluoritlelőhely kitermelésére alapították. A bányát 1959-ben nyitották meg, a településen 1959–1966 között ércdúsító épült.

## Népessége
- 2002-ben 2690 fő[1]
- 2010-ben 2624 fő volt.[2]